# Orazio (Disney)
Orazio, il cui nome completo è Orazio Cavezza (Horace Horsecollar), è un personaggio immaginario dei fumetti e dei cartoni animati ideato da Walt Disney e dal disegnatore Ub Iwerks. Ha esordito al cinema nel cortometraggio L'aratro di Topolino (The Plow Boy) del 1929 e nei fumetti nella striscia giornaliera di Topolino realizzata da Floyd Gottfredson e pubblicata sui quotidiani americani il 3 aprile 1930. Fu la prima spalla di Topolino nella serie di cortometraggi degli anni venti e trenta prima che venisse rimpiazzato da Pippo. È apparso come protagonista o comprimario in migliaia di storie a fumetti realizzate in vari paesi del mondo.

## Genesi e sviluppo del personaggio

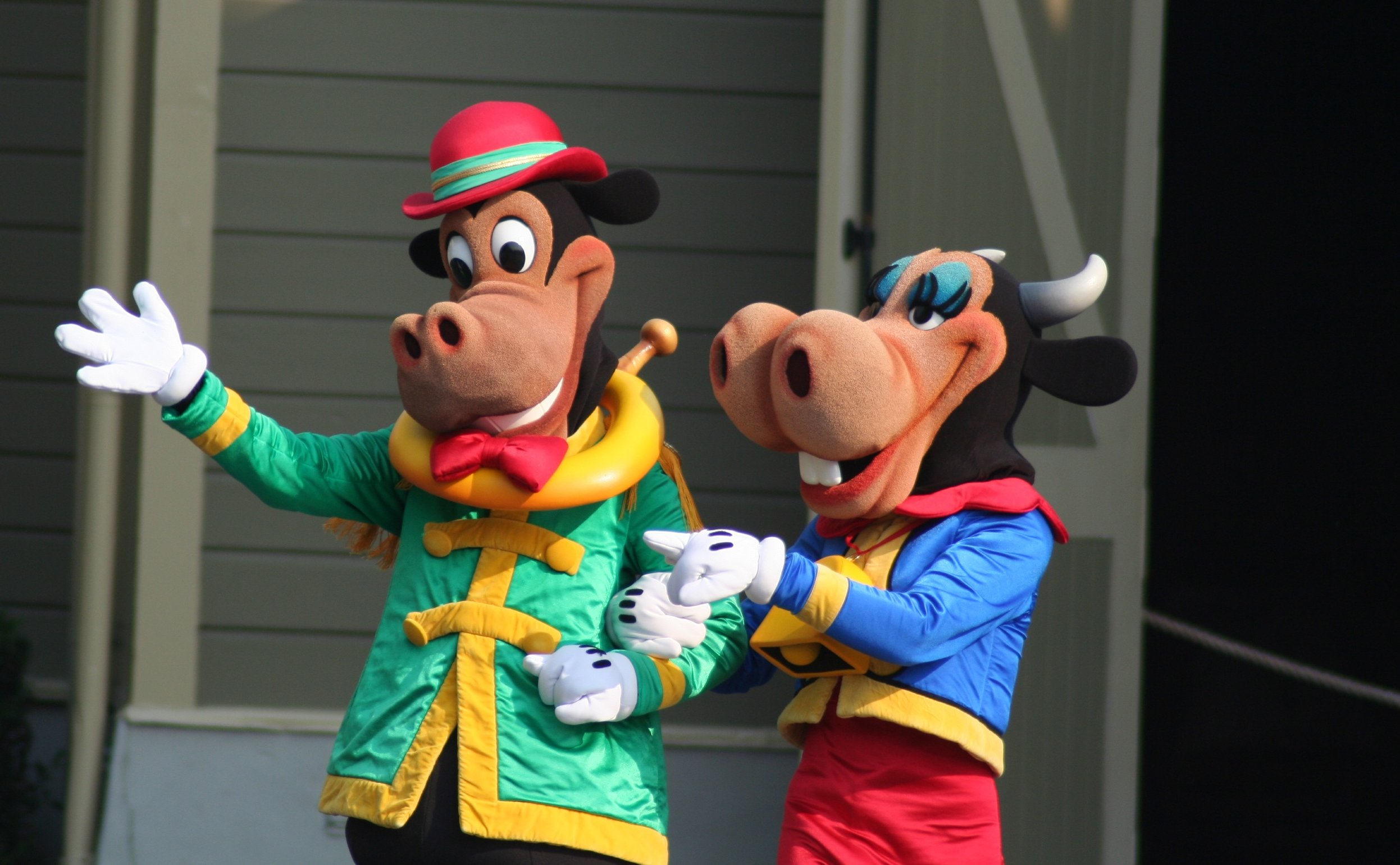

Inizialmente è un vero e proprio cavallo con pochi tratti antropomorfi. Il cognome indica il collare di legno con cui il personaggio viene disegnato sin dai suoi esordi, tranne per un certo periodo nel quale venne sostituito da un papillon, accessorio che poi verrà posto direttamente sulla cavezza quando, dalla metà degli anni settanta ritorna a indossarla. Un primo prototipo di Orazio è presente nel corto I due cavalieri di Minni del 1929, quando Topolino cavalca un intelligentissimo cavallo, malizioso e furbo; il vero e proprio Orazio esordisce però solo ne L'aratro di Topolino distribuito nei cinema statunitensi il 28 giugno 1929, in cui, pur essendo ancora la cavalcatura di Topolino, sfoggia il canonico sfacciato sorriso equino, ride in maniera irriverente e indossa la classica bombetta che lo contraddistingue; continua a essere il cavallo di Topolino in Topolino vince il bandito (The Cactus Kid, 10 maggio 1930), ma già nel successivo corto Topolino pompiere (Fire Fighters 20 giugno 1930), diretto da Bert Gillett, si erge su tutti come il capo dei pompieri nel tentativo (fallito) di salvare la casa in fiamme di Minni. Questa evoluzione del personaggio era già stata anticipata nei fumetti nella storia Topolino nella valle infernale, pubblicata sui quotidiani statunitensi a partire dal 1º aprile fino al 20 settembre 1930, inizialmente su testi di Disney e disegni di Win Smith, per poi passare a Floyd Gottfredson. Nei corti a partire da Topolino ballerino e nei fumetti da Topolino e gli zingari, fa coppia con Clarabella.
Così come Gottfredson fece evolvere Topolino da monello da strada a personaggio maturo e adulto sempre in viaggio per una nuova avventura o alle prese con qualche mistero, anche il personaggio di Orazio evolve sia graficamente, divenendo un cavallo antropomorfo estremamente stilizzato, sia caratterialmente, e al suo esordio spicca soprattutto per la sua risata equina e per essere l'oggetto di ripetuti scherzi e battute da parte di Topolino; il personaggio diviene così la prima spalla, contraltare saggio e compito, spesso saccente e goffo (ma solo per non renderlo più attraente del Topo), del Topolino in gamba ma ancora monello degli esordi. Molto timido, grazie al ruolo di "cupido" svolto dall'amico Topolino la sua relazione con Clarabella si ufficializza con la proposta di matrimonio in Topolino e la pensione di Clarabella (1º dicembre 1931 - 9 gennaio 1932; in Italia su Nel regno di Topolino n.19 del luglio 1936), anche se le nozze non avverranno mai. Orazio non riesce a seguire il ritmo irrefrenabile dell'intraprendente Topolino, però è coprotagonista con lui in più di un'avventura: vale la pena di citare Topolino e Orazio nel castello incantato del 1932, e Topolino e il tesoro di Clarabella del 1935: ma in tale data, al fianco di Topolino si trovano ormai personaggi più interessanti e divertenti come Pippo e persino Paperino, così Orazio, perdendo progressivamente persino lo status di fidanzato di Clarabella (l'ultima volta li si vede assieme in Topolino sosia di Re Sorcio del 1937), si limiterà a dei semplici cameo; parimenti nell'animazione, comparso per l'ultima volta come co-protagonista in Topolino in vacanza del 1934 come parte dello storico quartetto di amici (Orazio, Clarabella, Topolino e Minni), scomparirà quasi del tutto dopo il 1935. Con il passare degli anni, grazie a Gottfredson, sulle strisce quotidiane Orazio acquista un vestiario completo e, con lo svilupparsi dell'idea di una città di Topolino, da contrapporsi alla Paperopoli di Barks, inizia a svolgere la professione di riparatore aggiusta-tutto, mestiere ideale per una città in continua crescita, dove gestisce un piccolo negozio di riparazioni; in alcune occasioni sbizzarrisce il proprio ingegno, apportando modifiche agli oggetti o impegnandosi addirittura nell'ideazione di nuove invenzioni, divenendo l'equivalente di Topolinia dell'inventore di Paperopoli Archimede Pitagorico.
Negli anni novanta è protagonista insieme a Clarabella, di un ciclo di storie noto come Gli anni muggenti di Clarabella, ambientato negli anni trenta e ideato da Philippe Gasc, dove il personaggio è giornalista e fotografo. Le sue apparizioni restano comunque poco frequenti, pur rimanendo una presenza costante nella vita di Topolino e subendo un'evoluzione che lo ha portato a essere, da ottuso pallone gonfiato delle prime strisce di Gottfredson, a responsabile e umile lavoratore, nonché, a partire dalla fine degli anni '60, nuovamente fidanzato di Clarabella. Più recentemente, dopo essere comparso nel programma televisivo Mickey Mouse Works, in House of Mouse, in alcune scene di Chi ha incastrato Roger Rabbit, del Canto di Natale di Topolino e de Il principe e il povero è comparso soprattutto come protagonista di storie di media o breve lunghezza in affiancamento ad altri personaggi; il suo ruolo di spalla di Topolino è stato rispolverato in alcune storie di più lungo respiro.

## Filmografia
1. L'aratro di Topolino (1929)
2. Topolino pianista (1929)
3. The Barnyard Concert (1930)
4. The Shindig (1930)
5. Topolino vince il bandito (1930)
6. Topolino e i pellerossi (1930)
7. The Fire Fighters (1930)
8. Il compleanno di Topolino (1931)
9. Blue Rhyth (1931)
10. The Barnyard Broadcast (1931)
11. The Beach Party (1931)
12. Barnyard Olympics (1932)
13. La rivista di Topolino (1932)
14. Una festa scatenata (1932)
15. Touchdown Mickey (1932)
16. La capanna di zio Tom (1933)
17. Serata di gala a Hollywood (1933)
18. Topolino in vacanza (1934)
19. Una serata di beneficenza (1934)
20. Fanfara (1935)
21. Pattinaggio (1935)
22. Topolino professore d'orchestra (1936)
23. Caccia alla volpe (1938)
24. Una serata di beneficenza (remake, 1941)
25. La festa di compleanno di Topolino (1942)
26. L'ora della sinfonia (1942)
27. All Together (1942)
28. Canto di Natale di Topolino (1983)
29. Chi ha incastrato Roger Rabbit (1988)
30. Il principe e il povero (1990)
31. Mickey Mouse Works (1999-2000)
32. House of Mouse - Il Topoclub (2001-2004)
33. Tutti in scena! (2013)
34. Topolino (2013- in corso)
35. Topolino e gli amici del rally (2017)